# Смирнове
Смирнове́ (до червня 1946 року — Попівка) — село в Україні, у Смирновській сільській громаді Пологівського району Запорізької області. Населення становить 1291 осіб.

## Географія
Село Смирнове розташоване на правому березі річки Берда за 21 км на південний схід від районного центру — смт Більмак, вище за течією примикає село Вершина Друга, нижче за течією примикає село Титове, на протилежному березі — село Олексіївка. Селом протікають пересихаючі струмки з загатами.

## Назва
Історична назва — Попівка. Сучасну назву село отримало на вшанування заслуг генерал-лейтенанта А. К. Смирнова.

## Історія
Село засноване 1805 року державними селянами, вихідцями з села Попівки Чернігівської губернії (звідки й назва).
1813 року сюди переселилося ще кілька десятків сімей — потомків колишніх козаків Миргородського полку Полтавської губернії, які прибули за рішенням уряду.
Станом на 1886 у селі Попівка (Антонівка), центрі Попівської волості Бердянського повіту Таврійської губернії, мешкало 5088 осіб, налічувалось 771 дворове господарство, існували православна церква, єврейська синагога, поштова станція, 5 лавок, горілчаний склад, відбувалось 2 ярмарки на рік, базари.
За переписом 1897 року кількість мешканців зросла до 7999 осіб (4136 чоловічої статі та 3863 — жіночої), з яких 7818 — православної віри.
Під час організованого радянською владою Голодомору 1932—1933 років померло щонайменше 107 жителів села.
12 червня 2020 року, відповідно до Розпорядження Кабінету Міністрів України від № 713-р «Про визначення адміністративних центрів та затвердження територій територіальних громад Запорізької області», увійшло до складу Смирновської сільської громади.
19 липня 2020 року, в результаті адміністративно-територіальної реформи і ліквідації Більмацького району, село увійшло до складу Пологівського району.

### Загибель 18-ї радянської армії
- У жовтні 1941 року в районі Чернігівки-Попівки частинами 1-ї танкової армії вермахту була оточена 18-та армія Південного фронту. Радянські війська зазнали важких втрат. Число загиблих точно не відомо. Кількість полонених, за німецькими даними, склало понад 100 000 солдатів і офіцерів Червоної армії.
- 8 жовтня 1941 р в районі села Попівка загинув у бою командуючий 18-ю армією генерал-лейтенант Смирнов Андрій Кирилович. На згадку цієї події село Попівка було перейменоване в Смирнове.
- У 1956 (за іншими даними у 1946 році) перейменоване в село Смирнове.

## Населення
Згідно з переписом УРСР 1989 року чисельність наявного населення села становила 1315 осіб, з яких 579 чоловіків та 736 жінок.
За переписом населення України 2001 року в селі мешкало 1278 осіб.

### Мова
Розподіл населення за рідною мовою за даними перепису 2001 року:
| Мова       | Відсоток |
| ---------- | -------- |
| українська | 91,56 %  |
| російська  | 5,19 %   |
| вірменська | 1,94 %   |
| білоруська | 1,24 %   |
| молдовська | 0,08 %   |

## Економіка
- «40 років Жовтня», агрофірма, ТОВ.
- «Сузір'я», сільськогосподарський виробничий кооператив.

## Об'єкти соціальної сфери
- Школа I—II ст.
- Відділення пошти.
- Будинок культури.
- Музей історії.
- Футбольне поле.
- Спортзал.

## Відомі люди
- Дзиза Віталій Олексійович (1994—2017) — старший матрос ВМС ЗС України, морський піхотинець, загинув під час оборони Маріуполя, похований у с. Смирнове[10].
- Дзиза Олександр Матвійович (1919—1993) — радянський воєначальник, заступник командувача військами Московського округу ППО з бойової підготовки — начальник відділу бойової підготовки, генерал-лейтенант.
- Дзиза Георгій Антонович (1893—1938) — військовий діяч, дивінтендант, помічник командувача військами Особливої Червонопрапорної Далекосхідної армії з матеріального забезпечення.
- Милешко Яків Андріанович (1898—1978) — український радянський театральний режисер.
- Смирнов Андрій Кирилович (1895—1941) — з 1940 року — командувач військами Харківського військового округу, з початком Великої Вітчизняної війни командував 18-ю армією Південного фронту, генерал-лейтенант, загинув біля села Попівка.
- Нагнибіда Микола Львович (1911—1985) — український радянський поет, Лауреат Сталінської премії третього ступеня (1952), народився в селі Попівка.